# Stražica
Stražica (bulharsky Стражица) je město ležící ve středním Bulharsku, v Předbalkánu. Je správním střediskem stejnojmenné obštiny a žije v něm přibližně 5 100 obyvatel.

## Historie

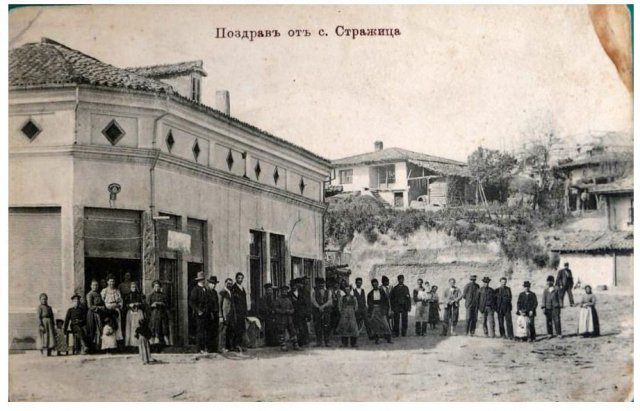
Stražica v minulosti

Příznivé přírodní a klimatické podmínky přitahovaly a udržovaly lidi v těchto zemích již od pradávna. Na mnoha místech se nalézají pozůstatky osídlení z pravěku, thrácké, římské a rané byzantské doby. Většina středověkých osad byla opuštěna nebo zničena během osmanské invaze z konce 14. století.
29. srpna 1969 se obec Stražica stala městem. 7. prosince 1986 postihlo město ničivé zemětřesení, při kterém bylo zničeno více než 150 budov a zemřeli dva lidé.

## Obyvatelstvo
V roce 1965 zde podle sčítání lidu žilo 45 093 obyvatel. K 15. září 2024 ve městě žilo 5 096 obyvatel a bylo zde trvale hlášeno 5 452 obyvatel. Podle sčítání z 1. února 2011 bylo národnostní složení následující:
- Bulhaři: 3 637 (88.1 %)
- Turci: 314 (7.6 %)
- Romové: 77 (1.9 %)
- ostatní[p 2]: 100 (2.4 %)